# Svend Ringsted
Svend Ringsted (* 30. August 1893 in Qaqortoq, Grönland; † 16. März 1975 in Hillerød) war ein dänischer Fußballspieler.

## Karriere
Svend Ringsted spielte von 1911 bis 1923 für den AB Gladsaxe. 1919 und 1921 wurde er Dänischer Meister.
Ringsted war von 1918 bis 1921 Spieler der Dänischen Nationalmannschaft, für die er fünfmal zum Einsatz kam. Bei den Olympischen Sommerspielen 1920 in Antwerpen gehörte er der Dänischen Auswahl an, kam allerdings beim einzigen Spiel gegen Spanien nicht zum Einsatz. 
Sein Vater war der Kolonialverwalter in Grönland, Carl Ringsted, der 1896 auf dem Heimweg nach Dänemark starb, als das Schiff mit der gesamten Besatzung von 21 Mann spurlos am Kap Farvel verschwand. Nach diesem Ereignis zog die Familie nach Dänemark.